# 常振明
常振明(1956年10月—)，北京人。曾任中国中信集团董事长，中信泰富主席兼董事總經理，中信證券黨委書記。

## 生平
常的父亲是清华大学教授常迵。文革初期，常因停课而赋闲在家，受其父学生余昌民影响而接触围棋，后拜国手过惕生为师，棋艺大涨。1971年，被选入北京围棋队，与聂卫平等成为队友。1975年，进入中国国家围棋队。1979年，在第一届新体育杯围棋赛中，常振明获得第三名，仅次于聂卫平和陈祖德，1982年被定为七段。
1979年，考入北京第二外国语学院，学习日语。1983年毕业后，进入中信任银行部资金处副经理。1984年，赴日本大和证券进修，1987年回国后，任中信实业银行资金部副经理（副处级）。1989年12月，被派任中信纽约代表处副代表，同时在纽约保险学院（该学院已于2001年并入St John's University）进修，获得MBA学位。
1992年10月，升任中信实业银行行长助理，次年9月升任副行长。2002年，升任中信集团常务董事、副总经理。2004年9月，调任中国建设银行行长。2006年7月，任中信集团公司副董事长、总经理。2009年4月8日，任中信泰富董事局主席及董事总经理职务，取代因投资澳元巨亏事件而请辞的董事局主席荣智健及董事总经理范鸿龄。
2010年12月，接替孔丹任中国中信集团公司董事长、党委书记。2016年6月，辞任中信银行董事长。2018年1月，当选第十三届全国政协委员。